# 150 Szkolna Dywizja Polowa
150 Polna Dywizja Szkoleniowa (niem. 150. Feldausbildungs-Division) – niemiecka dywizja szkolna z okresu II wojny światowej, powołana 12 marca 1945 na froncie zachodnim. Do 21 marca 1945 dywizja dysponowała zaledwie trzema batalionami grenadierów i batalionem inżynieryjnym. Później przydzielono jej kolejne 6 batalionów grenadierów, lecz brak danych, czy dołączono do niej jakiś oddział artyleryjski. W momencie zakończenia wojny dywizja znajdowała się nadal w rezerwie i nie była do końca skompletowana. Jednostką przez cały okres jej istnienia dowodził Generalleutnant Wolfgang Lange.

## Skład
- 1304 szkolny pułk grenadierów
- 1305 szkolny pułk grenadierów
- 1306 szkolny pułk grenadierów
- 1450 dywizyjne oddziały zaopatrzeniowe